# Las Ventas

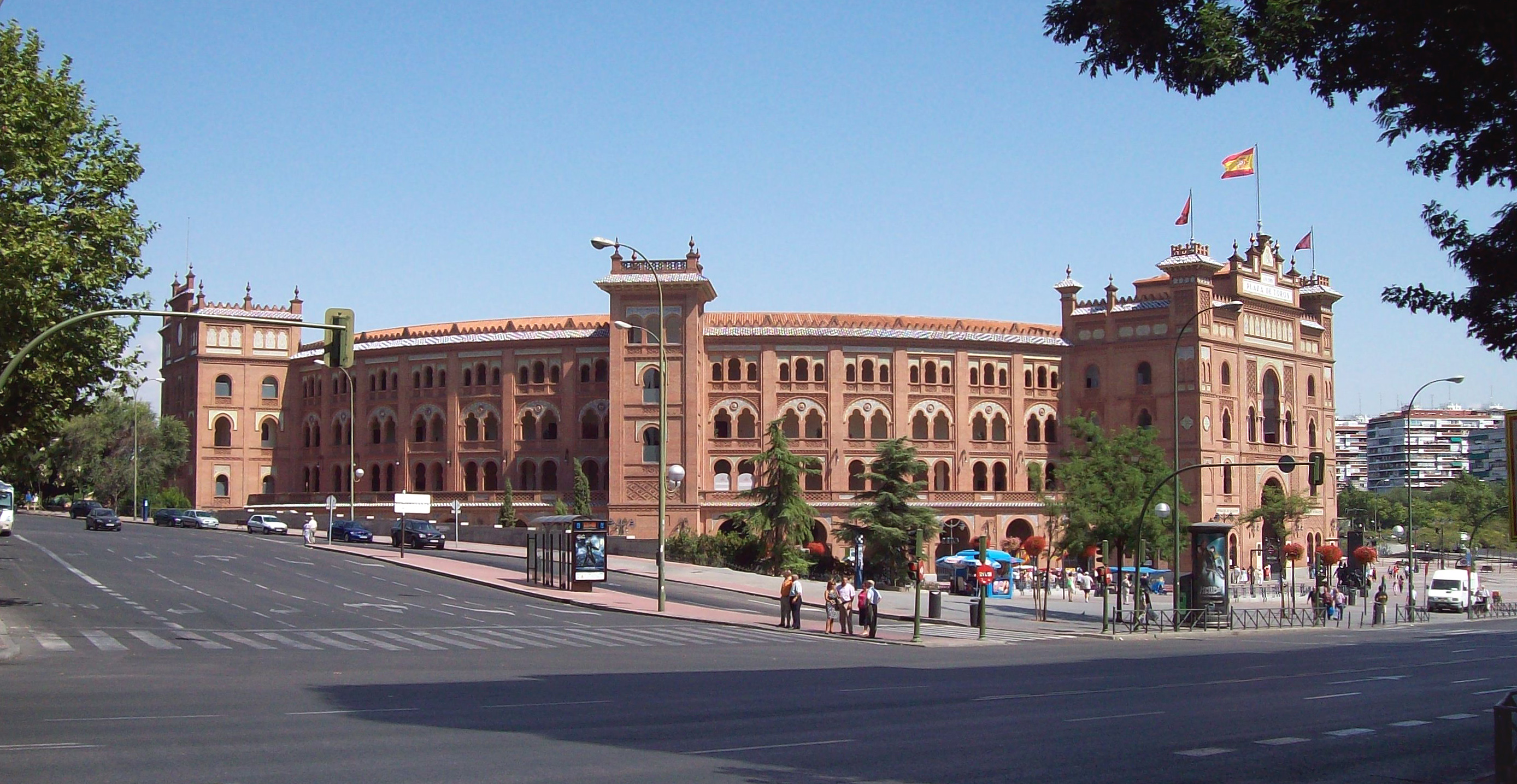
Widok na Las Ventas od strony Calle de Alcalá

Las Ventas (oficjalnie z hiszp. Plaza de Toros de Las Ventas) – główna arena korridy w stolicy Hiszpanii Madrycie.
Arena ta zbudowana została w stylu neomudéjar, pozostającym pod wpływami kultury arabskiej i chrześcijańskiej. Budowę areny rozpoczęto w marcu 1922 r., a ukończono w roku 1929. Zewnętrzne mury prezentują styl mauretański – zostały wykonane z czerwonej cegły w połączeniu z ceramicznymi kafelkami. W centralnej części budowli znajduje się arena o średnicy 60 metrów, wokół której rozmieszczone są miejsca dla widzów, podzielone na 10 sektorów i przeznaczone łącznie dla 23 800 osób. Pierwsza, inauguracyjna walka byków miała miejsce 17 czerwca 1931 r. Jest to jedna z największych aren do tego typu przedstawień, a zarazem największa w całej Hiszpanii.